# Comité Nacional Olímpico y Deportivo de la República de Moldavia
El Comité Nacional Olímpico y Deportivo de la República de Moldavia (en rumano: Comitetul Național Olimpic al Republicii Moldova, CNOS) es el responsable de la participación de la República de Moldavia en los Juegos Olímpicos.

## Historia
El Comité Nacional Olímpico y Deportivo de la República de Moldavia se fundó en 1991 en Chișinău, y fue reconocido dos años más tarde.